# Rhododendron sochadzeae
Rhododendron sochadzeae är en ljungväxtart som beskrevs av Charadze och Davlianidze. Rhododendron sochadzeae ingår i släktet rododendron, och familjen ljungväxter. Inga underarter finns listade i Catalogue of Life.